# Liste de sigles en économie
Cet article contient la liste des sigles utilisés dans le domaine de l'économie.

## Généralité
- BRICS :  groupe constitué des nouveaux pays industrialisés que sont le Brésil, la Russie, l'Inde, la Chine et l'Afrique du sud (en anglais South Africa).
- CPMC : Coût moyen pondéré du capital
- CPP : concurrence pure et parfaite
- EBITDA : Earnings before interest, taxes, depreciation, and amortization ("bénéfice avant intérêts, impôts, dépréciation et amortissement")
- PIB : produit intérieur brut
- PIGS : groupe constitué de pays d'Europe du sud alors très endettés, à savoir le Portugal, l'Italie, la Grèce et l'Espagne (en anglais Spain)
- PPTE : Pays pauvres très endettés
- PNB : produit national brut
- RAROC : Risk Adjusted Return On Capital
- RCP : rentabilité des capitaux propres
- TRI : taux de rentabilité interne
- VAN : valeur actuelle nette

## Pétrole
- API : American Petroleum Institute, association regroupant les professionnels américains du monde de l'énergie
- DoE : Department of Energy, département de l'énergie du gouvernement des États-Unis d'Amérique
- ICE : IntercontinentalExchange
- OPEP : Organisation des pays exportateurs de pétrole

## Belgique
- FEB : Fédération des entreprises de Belgique

## États-Unis
- DJIA: Dow Jones Industrial Average
- NASDAQ : National Association of Securities Dealers Automated Quotations
- SEC : Securities and Exchange Commission
- USPTO : United States Patent and Trademark Office

## France
- AMF : Autorité des marchés financiers, autorité de régulation des marchés financiers
- CGEIET : Conseil général de l'économie, de l'industrie, de l'énergie et des technologies
- COB : Commission des opérations de bourse, ancêtre de l'AMF
- DGCCRF : Direction générale de la Concurrence, de la Consommation et de la Répression des fraudes
- FBCF : Formation brute de capital fixe
- FSI : Fonds stratégique d'investissement
- INPI : Institut national de la propriété industrielle
- RCS : Registre du commerce et des sociétés
- RMI : Revenu minimum d'insertion
- SMIC : Salaire minimum interprofessionnel de croissance
- SMIG : Salaire minimum interprofessionnel garanti

## Japon
- FSA : Financial Services Agency, autorité de régulation des marchés financiers
- METI: Ministry of Economy, Trade and Industry

## Royaume-Uni
- FCA : Financial Conduct Authority
- FSA : Financial Services Authority, ancienne autorité de régulation des marchés financiers, ancêtre de la FCA.